# Stadsfullmäktigevalen i Sverige 1915
Stadsfullmäktigevalet i Sverige 1915 genomfördes i december 1915. Vid detta val valdes och halva stadsfullmäktige i 24 av 102 stadskommuner. Valet påverkade också på sikt första kammarens sammansättning. I Stockholms stad ägde valet rum i januari som vanligt.
Tänket var att halva antalet fullmäktige skulle väljas detta år på en fyraårig mandatperiod, så skulle den andra halvan väljas efter två år och så vidare. Dessa mandat ersattes därmed vid kommunalvalen 1919.
Innan nyvalet 1919 tillämpades varken allmän eller lika rösträtt. Istället baserades röstetalen på medborgarnas inkomst vilket, som av tabellen framgår, ofta gynnade den politiska högern.

## Valresultat
| Parti                | Parti                     | Antal röster | Antal röster | Röstetal  | Röstetal | Röstetal | Mandatfördelning | Mandatfördelning | Mandatfördelning | Mandatfördelning |
| Parti                | Parti                     | Antal        | %            | Antal     | %        | +−       | Nyvalda          | Kvar- stående    | Totalt           | +−               |
| -------------------- | ------------------------- | ------------ | ------------ | --------- | -------- | -------- | ---------------- | ---------------- | ---------------- | ---------------- |
|                      | Allmänna valmansförbundet | 30 936       | 44,4         | 660 573   | 58,4     | +6,5     | 183              | 1 541            | 1 724            | +38              |
|                      | Socialdemokraterna        | 26 160       | 37,5         | 275 949   | 24,4     | +0,3     | 61               | 427              | 488              | +24              |
|                      | Liberala samlingspartiet  | 11 480       | 16,5         | 178 498   | 15,7     | -6,6     | 63               | 629              | 692              | -18              |
|                      | Övriga partier            | 1 057        | 1,5          | 15 351    | 1,4      | —        | 28               | 74               | 102              | —                |
|                      | Övriga kandidater         | 55           | 0,1          | 643       | 0,1      | —        | 28               | 74               | 102              | —                |
| Antal giltiga röster | Antal giltiga röster      | 69 688       | 100          | 1 131 014 | 100      |          | 335              | 2 671            | 3 006            | +49              |
| Ogiltiga röster      | Ogiltiga röster           | 217          |              |           |          |          |                  |                  |                  |                  |
| Totalt               | Totalt                    | 69 905       |              |           |          |          |                  |                  |                  |                  |

## Valda i Stockholms stad
| Stockholm | Stockholm                 | Stockholm | Stockholm |
| Parti     | Parti                     | Mandat    | Mandat    |
| Parti     | Parti                     | Antal     | +−        |
| --------- | ------------------------- | --------- | --------- |
|           | Allmänna valmansförbundet | 56        | +8        |
|           | Socialdemokraterna        | 28        | -1        |
|           | Liberala samlingspartiet  | 16        | -7        |
| Totalt    | Totalt                    | 100       | +-0       |